# Knokke Challenger 1982
Il Knokke Challenger 1982 è stato un torneo di tennis facente parte della categoria ATP Challenger Series nell'ambito dell'ATP Challenger Series 1982. Il torneo si è giocato a Knokke in Belgio dal 2 all'8 agosto 1982 su campi in terra rossa.

## Vincitori

### Singolare
Tomáš Šmíd ha battuto in finale  Željko Franulović con il punteggio di 6–2, 6–2, 6–0

### Doppio
Zoltán Kuhárszky /  Hans Kary hanno battuto in finale  Jan Gunnarsson /  Jeff Simpson con il punteggio di 5–7, 6–2, 6–4